# 657 a.C.
Il 657 a.C. (DCLVII a.C. in numeri romani) è un anno  del VII secolo a.C.

## Eventi
- A Corinto inizia la tirannide di Cipselo, che abbatté l'oligarchia dei Bacchiadi.